# Задлог
Задлог (словен. Zadlog, итал. Salloga d’Idria) је насељено место у општини Идрија, Горишка регија, Словенија.

## Историја
До територијалне реорганизације у Словенији био је у саставу старе општине Идрија.

## Становништво
У попису становништва из 2011. године, Задлог је имао 276 становника.
| Број становника према пописима | Број становника према пописима | Број становника према пописима |
| ------------------------------ | ------------------------------ | ------------------------------ |
| 1991                           | 2002                           | 2011                           |
| 290                            | 277                            | 276                            |

Напомена: Године 1963. увећано за део насеља Идријска Бела.